# 2nd West Virginia Infantry
Deuxième régiment d'infanterie des volontaires de Virginie-Occidentale
Le 2nd West Virginia Volunteer Infantry Regiment (deuxième régiment infanterie volontaire de Virginie-Occidentale) est un régiment d'infanterie qui a servi dans l'armée de l'Union pendant la guerre de Sécession.

## Organisation
Le 2nd West Virginia (désigné à l'origine comme le 2nd Virginia) est levé pour servir dans les troupes fédérales à la mi-1861 avec les compagnies suivantes :

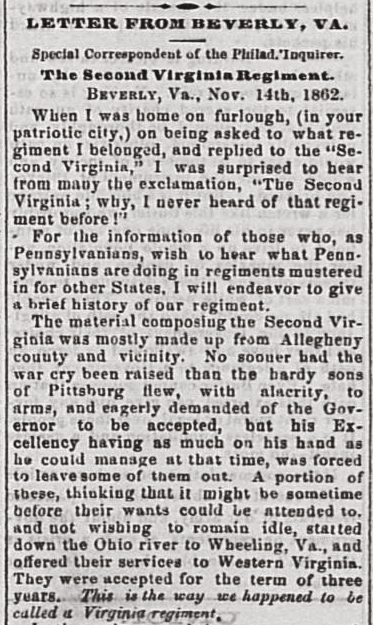
Article dans le Wheeling Daily Intelligencer, le 24 novembre 1862, décrivant comment le régiment arrive à être formé

- La compagnie A est recrutée à Pittsburgh, en Pennsylvanie, et n'est pas acceptée par son État d'origine. Elle part à Wheeling, en Virginie (maintenant en Virginie-Occidentale), et est rassemblée le 21 mai 1861.
- La compagnie B ou «  Grafton Guards » (gardes de Grafton) est rassemblée le 25 mai 1861, à Wheeling. Elle est commandée par le capitaine George R. Latham.
- La compagnie C de Wheeling  est rassemblée le 1er juin 1861.
- La compagnie D est recrutée à Pittsburgh et n'est pas acceptée par son État d'origine. Elle part à Wheeling et est rassemblée le 14 juin 1861.
- La compagnie E de Wheeling y est rassemblée le 16 juin 1861.
- La compagnie F est recrutée à Pittsburgh et n'est acceptée par son État d'origine. Elle part à Wheeling et est rassemblée le 24 juin 1861.
- La compagnie G est recrutée à Pittsburgh et n'est pas acceptée par son État d'origine. Elle part à Wheeling et est rassemblée le 13 juin 1861.
- La compagnie H est recrutée à Ironton, Ohio, et n'est pas acceptée par son État d'origine. Elle part à Wheeling et est rassemblée le 28 juin 1861.
- La compagnie I est recrutée dans le comté de Washington, en Pennsylvanie, et n'est pas acceptée par son État d'origine. Elle part à Wheeling et est rassemblée le 10 juillet 1861.
- La compagnie K de Parkersburg, Virginie (maintenant Virginie-Occidentale) est rassemblée le 21 juillet 1861.

## Service
Le 2nd West Virginia participe à la bataille de Cheat Mountain sous le commandement du colonel John W. Moss(p185),,.
Il prend part à la bataille de McDowell le 8 mai 1862(p40),. Le régiment est converti en 5th West Virginia Cavalry le 26 janvier 1864.

## Colonels
- John W. Moss
- George R. Latham